# Ella and Oscar
Ella and Oscar (с англ. — «Элла и Оскар») — сорок четвёртый студийный альбом американской джазовой певицы Эллы Фицджеральд, записанный совместно с пианистом Оскаром Питерсоном в 1975 году и выпущенный на лейбле Pablo Records.

## Список композиций
| №                   | Название                           | Текст песни               | Музыка                      | Длительность |
| ------------------- | ---------------------------------- | ------------------------- | --------------------------- | ------------ |
| 1.                  | «Mean to Me»                       | Рой Турк                  | Фред Э. Элерт               | 3:30         |
| 2.                  | «How Long Has This Been Going On?» | Айра Гершвин              | Джордж Гершвин              | 4:59         |
| 3.                  | «When Your Lover Has Gone»         | Эйнар Аарон Суон          | Эйнар Аарон Суон            | 4:58         |
| 4.                  | «More Than You Know»               | Эдвард Элиску, Билли Роуз | Винсент Юманс               | 4:37         |
| 5.                  | «There’s a Lull in My Life»        | Мак Гордон                | Гарри Ревель                | 4:58         |
| 6.                  | «Midnight Sun»                     | Джонни Мёрсер             | Сонни Бёрк, Лайонел Хэмптон | 3:40         |
| 7.                  | «I Hear Music»                     | Фрэнк Лоссер              | Бёртон Лэйн                 | 5:12         |
| 8.                  | «Street of Dreams»                 | Сэм Льюис                 | Виктор Янг                  | 4:08         |
| 9.                  | «April in Paris»                   | Ип Харбург                | Вернон Дюк                  | 8:37         |
| Общая длительность: | Общая длительность:                | Общая длительность:       | Общая длительность:         | 44:39        |

## Участники записи
- Элла Фицджеральд — вокал.
- Оскар Питерсон — фортепиано.
- Рэй Браун — контрабас.